# Aliya Garayeva
Aliya Nikolayevna Garayeva (Ecaterimburgo, 1 de janeiro de 1988) é uma ex-ginasta azeri, que competiu em provas  ginástica rítmica. Campeã europeia, Aliya detém oito medalhas em etapas de Copa do Mundo, nenhuma delas de ouro. Dessas oito medalhas em Copas do Mundo, são sete de bronze e uma de prata.
Nascida na Rússia, iniciou no desporto ao cinco anos de idade, no clube Neftchi. Em 2006, aos dezoito, entrou para equipe principal do país, ao disputar seu primeiro evento internacional. No ano seguinte, no Europeu de Baku, Garayeva conquistou duas medalhas,- sendo uma de ouro. Ainda em 2007, competiu no Mundial de Patras, na Grécia, do qual saiu medalhista de bronze na prova coletiva. Em 2008, em sua primeira aparição olímpica, nos Jogos Olímpicos de Pequim, disputou a prova individual, no qual somou 69,675 pontos, suficientes para a sexta colocação geral; a russa Evgenia Kanaeva conquistou a medalha de ouro.
Abrindo o calendário competitivo de 2009, participou novamente de uma edição do Europeu de Baku, no qual saiu finalista em quatro eventos: corda (8º), bola (5º), arco e fita (4º). Em setembro, disputou o Campeonato Mundial de Mie, no Japão. Nele, fora medalhista de prata nos exercícios com a bola, ao ser superada pela russa Evgenia Kanaeva. Em 2010, competiu no Europeu de Bremen. Nele, somou  no evento geral individual e conquistou a medalha de bronze; a russa Kanavea foi a campeã do evento.